# Síndrome de Mallory-Weiss
La síndrome de Mallory-Weiss o síndrome de l'estrip gastroesofàgic (o, senzillament, estrip gastroesofàgic) es refereix al sagnat per un estrip de la mucosa de la unió de l'estómac i l'esòfag. Això sol ser causat per vòmits greus i basques de repetició a causa d'una intoxicació alimentària, d'una intoxicació per metanol, la hiperèmesi gravídica, la hiperèmesi induïda per quimioteràpia, l'alcoholisme, la síndrome de vòmits cíclics, l'acalàsia, un carcinoma de cèl·lules petites pulmonar, un tricobetzoar gàstric gegant, un episodi llarg i violent de singlots o per vòmits provocats per la bulímia. Pot afectar, excepcionalment, el duodè.
La síndrome es presenta amb vòmits discontinus de sang vermella (hematèmesi). En algunes ocasions está associada a un hematoma esofàgic intramural, una combinació de lesions hemorràgiques que pot produir un xoc hipovolèmic. Molt rares vegades, afecta a nens leucèmics, apareix en individus que sofreixen una esclerodèrmia, cursa amb sagnats recurrents que posen en perill la vida del malalt o evoluciona cap a una síndrome de Boerhaave. Eventualment, l'estat precari del fetus induït per una hematèmesi massiva en una embarassada en el tercer trimestre de gestació amb un estrip gastroesofàgic greu i hipovolèmia fa necessària la pràctica d'una cesàrea urgent.
La síndrome de l'estrip gastroesofàgic és una complicació poc comuna de l'esofagogastroduodenoscòpia, de la dissecció de la capa submucosa de l'esòfag durant l'exèresi quirúrgica amb endoscopi d'una neoplàsia maligna, de l'ecocardiograma transesofàgic o de l'ús d'un dispositiu CPAP i una causa excepcional de pneumonitis per aspiració hemàtica en infants. Inusualment, la síndrome de Mallory-Weiss és secundària a altres lesions sagnants del tub digestiu superior subjacents, com ara unes varius esofàgiques per cirrosi hepàtica o una úlcera gàstrica. L'escleroteràpia endoscòpica amb col·locació de clip hemostàtic està indicada quan la síndrome és l'origen d'una hemorràgia digestiva alta.
Va ser descrita per primera vegada l'any 1929 pel patòleg nord-americà George Kenneth Mallory (1900–1986) i el professor de Medicina interna d'origen hongarès Soma Weiss (1898–1941).